# Bryobia querci
Bryobia querci är en spindeldjursart som beskrevs av Hatzinikolis och Panou 1997. Bryobia querci ingår i släktet Bryobia och familjen Tetranychidae. Inga underarter finns listade.